# Antonio D'Agostino
Antonio D'Agostino (Catanzaro, 25 gennaio 1938 – Roma, 24 gennaio 2025) è stato un regista e produttore cinematografico italiano, attivo quasi esclusivamente nel settore della pornografia.
Come regista ha utilizzato vari pseudonimi, tra cui Peter Bennet e Richard Bennet (talvolta anche Bennett).

## Biografia
Già insegnante all'accademia di belle arti di Venezia e pittore seguace del movimento Fluxus, ha esordito nel cinema nel 1968, collaborando, non accreditato, a Teorema di Pier Paolo Pasolini. Durante le riprese ha fatto amicizia col regista friulano e col poeta Alfonso Gatto, stringendo un sodalizio che porterà alla realizzazione del suo primo lungometraggio, La cerimonia dei sensi, del 1979, pellicola allegorico-politica tratta da un racconto di Pasolini, e, molti anni più tardi, a L'intesa, del 1995, basato su un soggetto scritto dai tre assieme anni prima.
Il suo film d'esordio, girato nella primavera del 1978 a Brescia inizialmente sotto il titolo di Dimensione delirio, uscirà nelle sale l'anno successivo in un'edizione alterata dai distributori con l'aggiunta di numerose sequenze hard inserite contro la volontà del regista. Lo stesso imprevisto si ripeterà anche durante la distribuzione del suo secondo film, Eva Man, uscito nel 1980. Per evitare nuovamente ulteriori alterazioni da parte di terzi, D'Agostino monterà personalmente il suo terzo film, sequel di Eva Man, il quale però per problemi giudiziari uscirà solo in Spagna nel 1982 col titolo di La pitoconejo (o El regreso de Eva Man) e la regia accreditata al regista iberico Zacariàs Urbiola. Decise allora di passare al genere pornografico, all'epoca di grande successo commerciale e ritorno economico anche in Italia.
Nel 1980 lasciò l’insegnamento ed abbandonò ogni attività artistica per trasferirsi a Roma e potersi dedicare a tempo pieno alla sua nuova occupazione, dichiarando invece in un comunicato video la volontà di trasferirsi a Parigi per concentrarsi sulla videoarte e nonostante avesse affermato in un’intervista rilasciata alla critica Aurora Santuari in occasione dell'uscita di La cerimonia dei sensi di essere contrario alla pornografia. Durante gli anni ottanta ha raggiunto la notorietà dirigendo attori come Roberto Malone, Mark Shanon, Karin Schubert e Marina Frajese e per aver scoperto Jessica Rizzo, Rossana Doll e Luana Borgia. Nel 1982 ha girato il film Bathman dal pianeta Eros, con Mark Shanon e Nadine Roussial, scalcinata parodia in chiave pornografica del celebre personaggio dei fumetti Batman. Tra il 1985 e il 1986 ha realizzato, invece, due film documentari sulla sessualità dai titoli Impariamo ad amarci: guida all'educazione sessuale e Noi e l'amore - Comportamento sessuale variante. Nel 1987 ha diretto il pornofilm Il vizio nel ventre, che ha destato particolare clamore per le numerose scene di zooerastia inserite.
Nella seconda metà degli anni novanta ha lasciato l'attività cinematografica per iniziare quella di editore nel corso della quale, coadiuvato dalle figlie, ha pubblicato riviste di attualità cinematografica porno quali Video & cinema X, mensili di cultura erotica come Sesso bizzarro, Japon sexy e C'eros una volta, una collana di brevi monografie su attori e registi dal cinema muto agli anni '60, fumetti quali Dick Drago e riviste d'informazione e critica d'arte quali Arte contemporanea news.

## Filmografia
- La cerimonia dei sensi (1979)
- Eva Man (Due sessi in uno) (1980)
- Fashion Movie (1981)
- La pitoconejo (El regreso de Eva Man) (1982)
- Il grande momento (1982)
- Triangolo erotico (1982)
- Bathman dal pianeta Eros (1982)
- Zoo (1982) - Cortometraggio
- Impariamo ad amarci: guida all'educazione sessuale (1985)
- Noi e l'amore - Comportamento sessuale variante (1986)
- Il vizio nel ventre (1987)
- Poker di donne (1987)
- Osceno (1987)
- Un desiderio bestiale (1987)
- La moglie e la bestia (1988)
- La signora e la bestia (1988)
- Zoo safari (1988) - Cortometraggio
- Piante grasse (1988) - Cortometraggio
- Aquarium (1988) - Cortometraggio
- Intimità bestiali di mia moglie (1989)
- Intimità proibite (1991)
- Luana la calda ninfomane (1991)
- Le doppie bocche di Luana (1991)
- Casa d'appuntamento... puttana dalla testa ai piedi (1992)
- Tre settimane di intenso piacere (1993)
- Sotto il vestito... tutto da scoprire (1993)
- Anal party molto particolare (1993)
- Bagno caldo... per signora ninfomane (1993)
- Voglia di maschi caldi (1994)
- Con mia moglie si fa tutto (1994)
- Zia graziosa (1994)
- Quei giorni particolari (1994)
- Dominadora (1995)
- La calda vita di Al Capone (1995)
- L'intesa (1995)